# 스칼라 기묘 쿼크
스칼라 기묘 쿼크는 기묘 쿼크의 페르미온 초대칭짝이다.